# جوزيف مكانيا
جوزيف مكانيا (بالإنجليزية: Joseph Makhanya)‏ (15 سبتمبر 1981 سويتو جنوب أفريقيا - ) هو لاعب كرة قدم جنوب أفريقي، شارك في كأس الأمم الأفريقية 2006.

## مسيرته الكروية
لعب جوزيف مكانيا خلال مسيرته الاحترافية مع 3 أندية في اثنا عشر موسمًا وسجل خلالها 7 أهداف ضمن 185 مباراة. ولم يفز بأي موسم بالكأس وفاز في موسم واحد بالدوري.
خاض جوزيف مكانيا مسيرته مع نادي أورلاندو بيراتس في موسم 2001–02 ليلعب معه تسعة مواسم، مشاركًا في 144 مباراة سجل خلالها 6 أهداف. ثم انتقل إلى نادي مبومالانجا بلاك أسأت في موسم 2010–11 لمدة موسم واحد، حيث شارك في 11 مباراة ولم يسجل أي هدف. لينتقل بعدها إلى نادي موروكا سوالوز في موسم 2011–12 ولمدة موسمين، مشاركًا في 30 مباراة سجل خلالها هدفًا واحدًا.

## روابط خارجية
- جوزيف مكانيا على موقع قاعدة بيانات كرة القدم.إي يو (الإنجليزية)
- جوزيف مكانيا على موقع ناشيونال فوتبول تيمز (الإنجليزية)